# Nochère

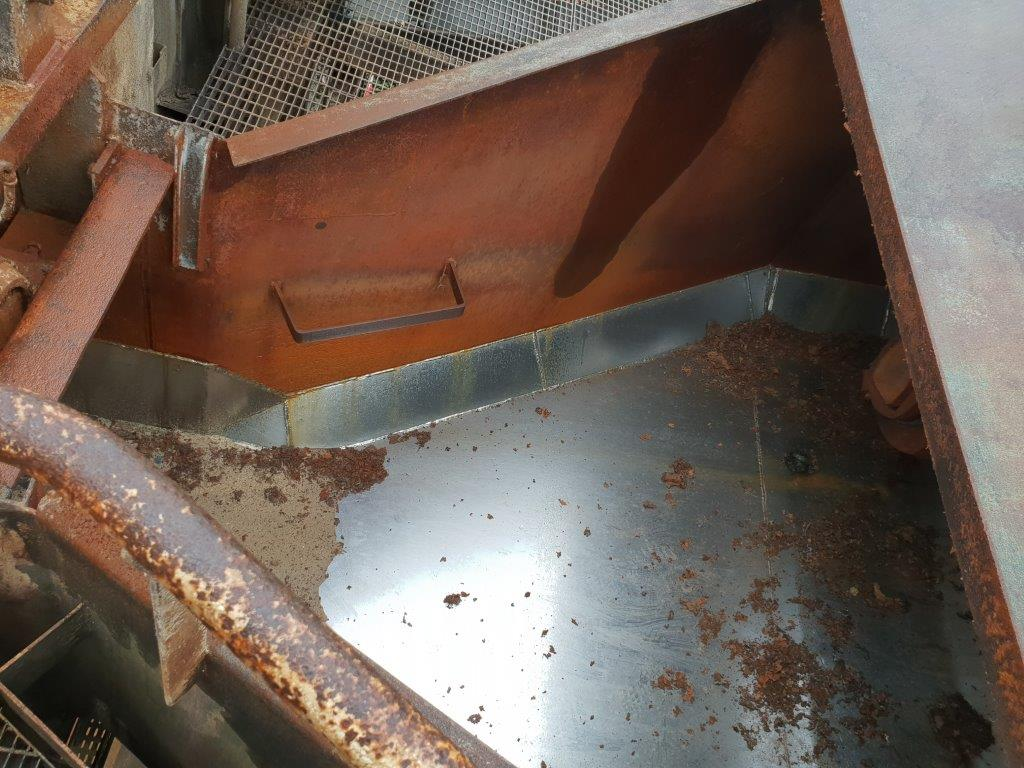
Nochère d'une laverie de betteraves

La nochère est une conduite formée de deux ou trois planches assemblées, destinée à l'écoulement des eaux pluviales, par exemple d'un toit ; par extension la nochère désigne une gouttière permettant l'écoulement d'un liquide quelconque.
Dans le nord de la France, l'expression désigne une gouttière pendante (demi-ronde) ou en débord, posée sur des corbeaux de bois. 

## Étymologie
Le mot vient du bas-latin noccus, nocqueria, petit canal, ou encore de naucum, masculin tiré de *navica «petit bateau» ,